# Příznivci Bohemians Praha 1905
Pražský fotbalový klub Bohemians Praha 1905 si od svého založení v roce 1905 vybudoval silnou základnu podporovatelů a fanoušků. Příznivci klubu jsou tradičně třetí nejpočetnější skupinou v rámci fotbalových fanoušků v Praze.

## Demografie
Základna podporovatelů Bohemians Praha 1905 je tradičně na území a okolí pražské čtvrti Vršovice, jejíž jméno klub nesl až do roku 1927. Po roce 1948 byl změněn název klubu, který v 50. letech přešel klub do správy elektrotechnických závodů ČKD ve Vysočanech, který klub napojil na dělnické prostředí podniku. Návrat k názvu Bohemians byl umožněn až v roce 1965. Nejvyšší nárůst příznivců klubu proběhl se zlatou érou klubu v 80. letech 20. století, ve které Bohemians v roce 1983 získali první mistrovský titul. Zároveň se společenskými změnami 80. let přišla společenská proměna, která umožnila vznik prvních radikálních fanoušků hooligans. V 80. a 90. letech vznikla i první sdružení a skupiny ultras. Podle demografického výzkumu z roku 2023 byl fotbalový klub Bohemians třetím nejpopulárnějším klubem v rámci fotbalových fanoušků na území Prahy s celkovým podílem 12% příznivců. První se umístila Sparta podílem 39% a druhá Slavia s podílem 20% příznivců. V rámci Česka se relativně značný podíl fanoušků Bohemians nachází také ve Středočeském a Jihočeském kraji. Díky výraznějšímu podílu místních podporovatelů z pražského městského prostředí, než v případě celospolečenského prostředí Sparty a Slavie, panuje v rámci podporovatelů značně liberálnější prostředí. Radikální fotbalové prostředí a názory bohemáckých ultras proto i v prostředí fanoušků kotle představují menší problém.

## Společenský klub

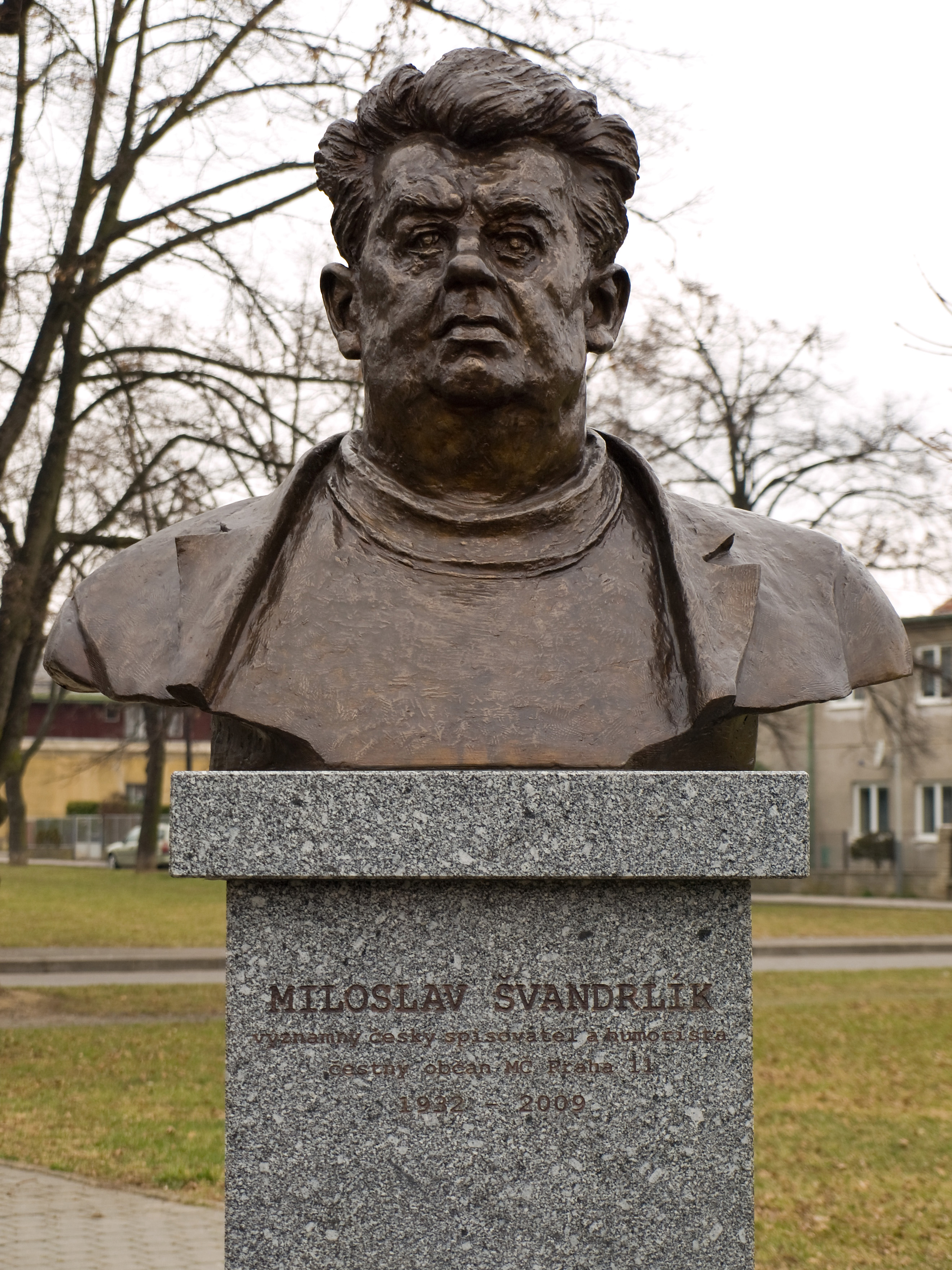
Spisovatel Miloslav Švandrlík, jeden ze zakladatelů Klokanklubu

Oficiální fanklub Bohemians, známý jako Klokanklub, byl založen 22. února 1966 pod tehdejším názvem Odbor přátel TJ Bohemians ČKD Praha. Název Klokanklub vytvořil významný člen klubu, spisovatel Miloslav Švandrlík. Prvním předsedou klubu se stal herec Jiří Vala. Klub organizoval nejrůznější společenské akce, např. hudební akci Klokan v Lucerně. Po roce 2005 převzalo hlavní pozici fanklubu nové Družstvo fanoušků Bohemians. V rámci své činnosti založil klub fanoušků v roce 2013 iniciativu Zelenobílý svět, která má za cíl navázání celosvětové spolupráce s dalšími fotbalovými celky se stejnými klubovými barvami. Fankluby fanoušků sdružuje volná organizace pod názvem Zelenobílá republika, která má řadu místních organizací po celé České republice. Místní pobočku má také ve Velké Británii a v Chorvatsku. V roce 2022 vznikl v rámci organizace nový společenský fanklub s názvem Klokanklub z.s.

## Krize v roce 2005
V roce 2005 proběhla největší krize v dějinách klubu, kdy byl na fotbalový klub z finančních důvodů uvalen konkurz. Prakticky ihned po vyhlášení konkurzu začali fanoušci nabízet svou pomoc klubu a 3. února 2005 byl oznámen vznik fanouškovské iniciativy S.O.S. Klokan, která začala pomoc fanoušků koordinovat. O několik týdnů později, 21. března 2005, se tato iniciativa transformovala do Družstva fanoušků Bohemians, organizace příznivců, kterým nebyl lhostejný osud klubu. Příznivci klubu uspořádali velkou celospolečenskou a kulturní kampaň na pomoc klubu, v rámci které se uskutečnila řada sbírek a několik hudebních koncertů řady českých umělců. Mezi příznivci klubu se podařilo vybrat několik milionů korun, které po jejich vložení do konkurzu a řadě soudních sporů umožnily klubu oddlužení a přežití a v důsledku i návrat do první ligy. Tato kampaň byla vnímána jako jedna z nejúspěšnějších iniciativ v českém sportovním prostředí v moderních českých sportovních dějinách. Díky převzetí klubu v roce 2005 je dodnes klub jako jediný z českých vrcholných fotbalových klubů spoluvlastněn sdružením fanoušků, jako je běžné u různých fotbalových klubů v Západní Evropě. Proto zástupce Sdružení fanoušků Bohemians také zasedá ve správní radě klubu.

## Písně
S prostředím fanoušků je spojena řada písní a chorálů. Klubovou hymnou je pochodová skladba Klokani bojují z roku 1973. Již k otevření Dannerova stadionu v roce 1932 vznikl pochod „Stadion Bohemians“, který je prvním známým pochodem v historii českého fotbalu. Další významnou skladbou je také pochod „Zelenobílí“. Známým chorálem příznivců klubu je píseň „Křičíme z plných plic“, která je otextovaná na zlidovělou melodii z hymny ostravského Baníku Baníčku, my jsme s tebou.

## Rivalita
Rivalem Bohemians je AC Sparta Praha a SK Slavia Praha, který s Bohemians pořádá slavnou sportovní událost, kterou je Vršovické derby. Dalšími rivaly jsou FC Hradec Králové a SK Sigma Olomouc. Především z historických dob působení klubu v druhé lize je tradičním rivalem také FK Viktoria Žižkov a FK Dukla Praha.

## Ultras
Organizací fotbalových ultras jsou fanouškovské skupiny Sektor 1905 a Green White Fanatics. Tradičním stanovištěm jejich fanouškovského jádra je severní tribuna na pražském stadionu v Ďolíčku. Historie moderních radikálních fanoušků sahá do 70. let, kdy vznikali první vlajkonoši. Zatímco například s prostředím fanoušků Sparty byla 90. letech 20. století bylo propojeno hnutí skinheads, mnohdy navázaného na krajní pravici, v prostředí Bohemians byla výrazná přítomnost anarchistické či punkové subkultury. S jejich prostředím byla spojena řada punk rockových kapel. Od 90. let 20. století v klubu vznikaly různé chuligánské skupiny jako Berserk, Tornado Boys Banditos, Young Division 1905, Barflies United či Bohemians Greenhorns. Příznivci Bohemians udržovali přátelské vztahy s fanoušky irského klubu Bohemian FC či německého klubu FC St. Pauli, v rámci české ligy také s FK Pardubice. V rámci radikálních fanoušků kotle Bohemians se objevily také politicky motivované násilnosti mezi příznivci levice a pravice, když například v dubnu 2013 při zápase s FC Táborsko levicoví příznivci antifašistické akce napadli příznivce pravicových ultras. Kotel Bohemians prošel za svou existenci několika vlnami politizace, nicméně z dlouhodobého hlediska může být považován za nejvíce liberální a volnomyšlenkářský tábor v Česku.

## Význační podporovatelé
Seznam význačných podporovatelů fotbalového klubu Bohemians Praha 1905:

### Zábava

#### Herci
- Josef Dvořák[19]
- Richard Genzer[20]
- Petr Nárožný[21]
- Jiří Ployhar[22]
- Vladimír Šmeral[23]
- Milan Šteindler[24]
- Ladislav Trojan[25]
- Ivan Trojan[25]
- Josef Trojan[26]
- Jiří Vala[27]
- David Vávra[28]

#### Režiséři a scenáristé
- Karel Hynie[29]
- František Laurin[30]

#### Hudebníci
- Helena Arnetová[31]
- Xavier Baumaxa[32]
- Michal Dvořák[33]
- Jan Haubert[34]
- Ivan Hlas[35]
- Milan Hlavsa[36]
- Petr Janda[37]
- Petra Janů[38]
- Ladislav Kantor[31]
- Eduard Krečmar[39]
- Pepa Nos[35]
- Orion[40]
- Eva Pilarová[23]
- Michal Pixa[34]
- Svatopluk Šváb[41]

### Sportovci

#### Fotbalisté
- Jan Koller[42]

#### Bývalí hráči Bohemians
- David Bartek[43]
- Přemysl Bičovský[44]
- Vladimír Hruška[45]
- Pavel Chaloupka[44]
- Jan Knížek[46]
- František Krejčí[47]
- Marek Nikl[48]
- Petr Packert[49]
- Antonín Panenka[50]
- Martin Pulpit[51]
- Jiří Rubáš[52]
- Radek Sňozík[53]
- Miroslav Valent[54]

#### Další sportovci
- Bohuslav Ceplecha[55]
- Jiří Holeček[56]

### Politici
- Václav Klaus[57]
- Jan Čechlovský[58]
- Jiří Dienstbier mladší[59]
- Pavel Fischer[60]
- Jan Florián[61]
- Petr Hulinský[62]
- Václav Klaus mladší[63]
- Jan Koukal[64]
- Tomáš Petříček[65]
- Petr Sokol[66]
- Michaela Šojdrová[67]
- Karel Šplíchal[39]
- Jan Wolf[68]

### Podnikatelé
- Zdeněk Danner[69]
- Karel Diviš[70]

### Moderátoři a novináři
- Robert Břešťan[71]
- Honza Dědek[72]
- Zdeněk Hejduk[41]
- Jan Malinda[73]
- Tomáš Poláček[74]
- Lukáš Přibyl[75]
- Jan Rosák[39]
- Jindřich Šídlo[76]
- Karel Šíp[77]
- Petr Vondráček[78]
- Robert Záruba[79]

### Akademici a spisovatelé
- Lubor Hájek[80]
- Michal Horáček[81]
- Ivan Klíma[82]
- Erazim Kohák[39]
- Miloslav Švandrlík[39]

### Ostatní
- Ivan Grégr[83]
- Lukáš Musil[84]